# 박영환 (축구인)
박영환(1942년 ~ )은 전직 축구 선수, 감독이자 행정가이다. 유공 코끼리와 럭키금성 황소 창단 멤버였다. 1996년 한국프로축구연맹의 사무총장을 맡았다.